# Toby Alderweireld
Toby Alderweireld (Wilrijk, 2 maart 1989) is een Belgisch voormalig voetballer die doorgaans als verdediger speelde. Hij begon zijn profcarrière in 2008 bij Ajax, waarmee hij driemaal Nederlands landskampioen werd en eenmaal de Beker van Nederland won. In 2013 trok de Belg naar Atlético Madrid en won er terstond het Spaans landskampioenschap. Vervolgens speelde hij tussen 2014 en 2022 voor Southampton, Tottenham Hotspur en Al-Duhai. In juli 2022 tekende de verdediger een driejarig contract bij Royal Antwerp, waarmee hij in 2023 Belgisch landskampioen werd en de Beker van België won. Dat jaar werd hij persoonlijk beloond met de Gouden Schoen van beste speler in België. Van 2009 tot 2022 speelde Alderweireld 127 interlands voor het Belgisch voetbalelftal, waarin hij vijfmaal scoorde. De Belgische topverdediger maakte deel uit van de selecties voor de WK's van 2014, 2018 en 2022, alsook voor de EK's van 2016 en 2020. Het hoogtepunt was de derde plaats op het WK 2018. In juni 2025 nam hij afscheid bij Royal Antwerp en beëindigde hij zijn carrière.

## Clubcarrière

### Ajax

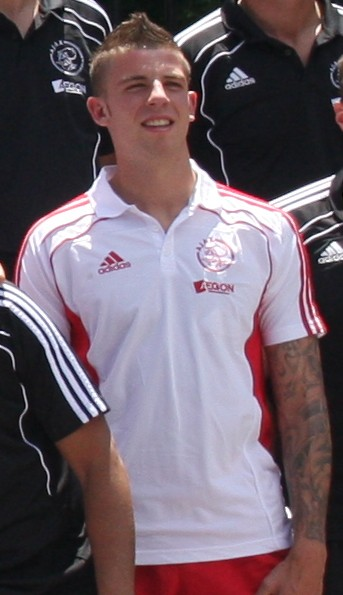
Alderweireld bij Ajax

Op vijfjarige leeftijd begon Alderweireld met voetballen, bij Germinal Ekeren. Ekeren fuseerde in 1999 met Beerschot VAC tot Germinal Beerschot Antwerpen. Van 1999 tot 2004 speelde Alderweireld in de jeugd van GBA. Hier groeide hij uit tot Belgisch jeugdinternational. Door een samenwerkingsverband met Ajax kwam Alderweireld vanaf 2004 voor de jeugd van Ajax uit. Hij trad daarmee in de voetsporen van Thomas Vermaelen, die dezelfde stap gemaakt had. Hij werd viceaanvoerder bij Jong Ajax.
Gedurende het seizoen 2007/08 speelde Alderweireld officieel in Jong Ajax, het beloftenelftal van Ajax, maar zat onder interim-trainer Adrie Koster een aantal keren dicht bij zijn debuut in Ajax 1, mede door blessures van andere verdedigers. Alderweireld werd een aantal keren in de wedstrijdselectie opgenomen, maar tot een officieel debuut kwam het niet.
Alderweireld speelde in het Amsterdam Tournament in de wedstrijd tegen Internazionale. In het seizoen 2008/09 werd Alderweireld vlak voor de winterstop in de selectie van de nieuwe trainer Marco van Basten opgenomen, in navolging van zijn ploeggenoot bij Jong Ajax Daley Blind. Alderweireld werd meegenomen op het trainingskamp naar Portugal waar hij als basisspeler begon in een oefenwedstrijd tegen VfB Stuttgart. In de eerste wedstrijd na de winterstop mocht hij zijn debuut maken voor Ajax. Op 18 januari 2009 in de 82'ste minuut mocht Alderweireld invallen voor Miralem Sulejmani in de uitwedstrijd tegen N.E.C.. Ajax stond met 2-3 voor en speelde, door een rode kaart van Darío Cvitanich, met tien man en Alderweireld werd ingebracht om defensieve zekerheid te brengen. Ajax won met 2-4. In dat seizoen speelde hij vijf wedstrijden. Hij wist geen goal te maken.
Alderweireld stond in de belangstelling om gedurende het seizoen 2009/2010 gehuurd te worden door NEC. Alderweireld was de beoogde opvolger van de naar FC Twente vertrokken Peter Wisgerhof. Ajax liet Alderweireld echter niet gaan. Bij Ajax was er veel vertrouwen in Alderweireld. Dat vertrouwen maakte hij ook waar, hij verdreef concurrenten uit de basis en speelde een sterk seizoen. Op 26 februari 2009 maakte Alderweireld zijn debuut in de UEFA Cup tegen Fiorentina. Hij viel in de 92e minuut in voor Miralem Sulejmani. Ajax speelde dat duel gelijk met 1-1, maar ging wel door naar de volgende ronde, omdat het de heenwedstrijd in Florence met 0-1 had gewonnen. In het seizoen 2009/10 werd Alderweireld definitief bij de eerste selectie gehaald door de nieuwe trainer Martin Jol. Hij speelde vrijwel alle wedstrijden in de basis en kreeg een nieuw contract tot 2014. Op 30 augustus 2009 maakte hij zijn eerste doelpunt, in de 68e minuut in de Eredivisie tegen Heracles Almelo. Hij kopte de bal in na een hoekschop van Demy de Zeeuw. Uiteindelijk won Ajax de wedstrijd met 0-3 door twee late goals van Darío Cvitanich en Ismaïl Aissati.
Ook gedurende het seizoen 2010/2011 bleef Alderweireld een vaste kracht in de defensie van Ajax. Op 3 november 2010 scoorde hij in een duel tegen Auxerre het honderdste Ajax-doelpunt in de Champions League. Doordat in het seizoen 2012/13 ervaren spelers zoals Jan Vertonghen en Theo Janssen vertrokken bij Ajax werd Toby Alderweireld door trainer Frank de Boer gekozen tot reserve-aanvoerder achter Siem de Jong.
Na afloop van het seizoen 2012/13 gaf Alderweireld aan dat hij open stond voor transfer wanneer er zich een mooie club zou aanbieden. Alderweireld ging immer zijn laatste contractjaar in. Onder meer Bayer 04 Leverkusen en Norwich City hadden interesse in hem. Norwich had een overeenkomst met Ajax over een transfersom van €8.000.000,-. Met Ajax pakte hij 3 landstitels (2011, 2012 en 2013).

### Atlético Madrid
Op 30 augustus 2013 werd bekendgemaakt dat Ajax en Alderweireld met Atlético Madrid een akkoord bereikt hadden over een transfer. Het bedrag dat Ajax ontving voor Alderweireld, was € 7.000.000,-. Op 31 augustus 2013 doorstond hij de medische keuring en tekende hij een vierjarig contract. Ook collega Rode Duivel Thibaut Courtois speelde bij de tweede club uit Madrid.
Op 19 oktober 2013 maakte Alderweireld zijn debuut voor Atlético Madrid, in een competitiewedstrijd uit bij Espanyol (1-0 verlies). Alderweireld speelde de hele wedstrijd centraal in de verdediging naast Diego Godín. Op 22 oktober 2013 maakte hij zijn Europese debuut voor Atlético Madrid in een UEFA Champions League-wedstrijd uit bij Austria Wien, waar met 3-0 werd gewonnen. Alderweireld scoorde op 26 november 2013 een eigen doelpunt in een Champions League-wedstrijd uit bij Zenit Sint-Petersburg. Hierdoor eindigde de wedstrijd in 1-1 en verspeelde Atlético Madrid voor de eerste keer in het Champions League seizoen 2013/14 punten. Op 18 december 2013 scoorde Alderweireld in een wedstrijd voor de Copa del Rey zijn eerste officiële doelpunt voor Atlético. In een thuiswedstrijd tegen Sant Andreu maakte hij in de 92e minuut het winnende doelpunt. Alderweireld zorgde op 11 mei 2014 met zijn eerste doelpunt voor Atlético Madrid in de Primera División dat een thuiswedstrijd tegen Málaga eindigde in 1-1. Door dit gelijke spel had Atlético Madrid in de laatste speelronde uit bij FC Barcelona genoeg aan een gelijkspel om voor de tiende keer kampioen van Spanje te worden. Atlético speelde tegen Barcelona opnieuw 1-1, Alderweireld bleef de hele wedstrijd op de bank. In de Champions League-finale op 24 mei 2014 tegen Real Madrid verving Alderweireld in de 84e minuut bij een 1-0 voorsprong Filipe Luís. Real Madrid scoorde vlak voor tijd de gelijkmaker en na verlenging won het met 4-1. Door de grote concurrentie met Godin en Miranda kwam Alderweireld niet altijd aan spelen toe. Hij kwam hierdoor niet verder dan 22 wedstrijden waarin hij goed was voor twee doelpunten.

#### Verhuur aan Southampton
Liefst drie clubs uit de Premier League streden om de diensten van de 26-jarige Rode Duivel. Sunderland had een overeenkomst met Atlético over de huur van Alderweireld voor één seizoen zonder aankoopoptie, maar raakte er uiteindelijk niet uit met Alderweireld zelf. Ook bij Newcastle hoopten ze op de centrale verdediger. Op 1 september 2014, de slotdag van de transfermarkt, werd bekendgemaakt dat Southampton Alderweireld voor de rest van het seizoen op huurbasis overnam. Bij Atletico kreeg hij maar weinig speelkansen. Bij Southampton hoopte hij onder de Nederlandse coach Ronald Koeman meer speelminuten te verzamelen.
Alderweireld maakte op 13 september 2014 zijn debuut voor Southampton in de Premier League in een met 4-0 gewonnen wedstrijd tegen Newcastle United. Op 26 december 2014 scoorde hij zijn eerste officiële doelpunt voor Southampton in een Premier League-wedstrijd uit bij Crystal Palace, die met 3-1 werd gewonnen.
Southampton overwoog om in januari om de optie in het huurovereenkomst al lichten. In het huurcontract was een optie tot aankoop opgenomen van minstens €8.500.000,-. Atlético konden die weer afkopen voor € 2.000.000,-. Alderweireld maakte deel uit van de beste defensie van de Premier League. Alderweireld was belangrijk voor Southampton omdat hij niet alleen kan verdedigen, maar ook goed is in de opbouw. In het seizoen 2014/15 kwam hij 28 keer in actie voor 'the Saints'. Hij scoorde één keer.

### Tottenham Hotspur
Op 8 juli 2015 tekende Alderweireld een contract voor vijf seizoenen bij Tottenham Hotspur, dat circa € 16.000.000,- voor hem betaalde aan Atlético Madrid. Hij werd daarmee de vierde Belg die op dat moment onder contract stond bij de Spurs. Bij Tottenham werd Alderweireld opnieuw herenigd met Jan Vertonghen, met wie hij ook bij Ajax centraal in de defensie stond. Ook Mousa Dembélé en Nacer Chadli werken voor de ploeg van André-Villas Boas.
Hij debuteerde op 8 augustus 2015 voor de Spurs in een competitiewedstrijd op Old Trafford tegen Manchester United die met 1-0 werd verloren. Alderweireld vormde samen, net als in zijn Ajax tijd, met Vertonghen het hart van de verdediging. Zijn eerste officiële doelpunt voor de Spurs scoorde hij op 26 september 2015 tegen Manchester City. Hij kopte vlak na rust Tottenham naar een 2-1 voorsprong. De wedstrijd werd uiteindelijk met 4-1 gewonnen door Tottenham. Alderweireld kende een ijzersterk eerste seizoen bij Spurs. Aan het eind van het seizoen 2015/16 werd hij opgenomen in het Barclays Premier League team van het jaar. Alderweireld miste tijdens zijn eerste seizoen bij Spurs geen enkel duel in de Premier League. In alle wedstrijden samen stond hij 45 keer in de basis waarin hij viermaal tot scoren toe kwam.
In het seizoen 2016/17 was Alderweireld weer een vaste waarde in het basiselftal totdat hij een zware knieblessure opliep tegen West Bromwich Albion op 15 oktober 2016. Hierdoor stond hij meerdere weken aan de kant. Op 7 december maakte hij zijn rentree in een Champions League wedstrijd tegen CSKA Moskou. Alderweireld maakte het laatste doelpunt van het seizoen voor Tottenham in de 7-1 zege tegen het reeds gedegradeerde Hull City. Tottenham kreeg dit seizoen 26 doelpunten tegen, waarvan zes tegendoelpunten in thuiswedstrijden. Hij maakte deel uit van de verdediging die een nieuw clubrecord vestigde van de minst gepasseerde ploeg in een seizoen. Het vorige record van 32 tegendoelpunten dateerde van het seizoen 1908/09, toen de club in de Second Division speelde. Alderweireld werd dat jaar met Tottenham tweede achter Chelsea. In alle competities samen stond hij 38 keer in de basis en viel hij één keer in. Hij wist ook tweemaal te scoren.
Alderweireld speelde in alle Premier League- en Champions League-wedstrijden vanaf het begin van het seizoen 2017/18. Op 1 november 2017 liep hij een hamstringblessure op in een thuiswedstrijd tegen Real Madrid die eindigde in een 3-1 overwinning. In januari 2018 weigerde Alderweireld bij te tekenen. De onderhandelingen sprongen in de laatste fase af. Trainer Pochettino nam dat erg persoonlijk op. Na een serieuze blessure stelde hij de Belg zelfs een tijdje niet op. Uiteindelijk vocht Alderweireld zich terug in de ploeg. Op 7 februari 2018 keerde hij terug in de basis in de vierde ronde van de FA Cup tegen Newport Country. Deze wedstrijd werd gewonnen werd met 2-0. Een tweede hamstringblessure, die hij opliep op training betekende dat hij weer enige tijd out was. Hij keerde terug in het elftal in april 2018. Vanaf dat moment stond hij tot het einde van het seizoen in de basis. Door de blessures kwam hij slechts tot twintig basisplaatsen en viel hij één keer in.
Na een seizoen met veel blessureleed was hij in het seizoen 2018/19 uit de gratie geraakt bij zijn trainer Pochettino. In januari 2019 lichtte Tottenham de optie in zijn aflopende contract. Hierdoor kwam hij tot medio 2020 vast te liggen. In zijn contract werd er echter een clausule geactiveerd waardoor de Rode Duivel de volgende zomer voor € 27.800.000 weg zou kunnen bij de Londense club. In alle competities samen stond Alderweireld 49 keer in de basis en viel hij eenmaal in. Hij speelde ook de Champions League-finale tegen Liverpool. Deze wedstrijd werd met 0-2 verloren.
In het seizoen 2018/19 speelde Alderweireld nog 35 officiële duels voor Tottenham. Onder José Mourinho verzeilde hij enkele keren op de bank, maar onder interim-coach Ryan Mason werd hij op het einde van het seizoen opnieuw een vaste basisspeler. In het tussenseizoen nam Nuno Espirito Santo over en de Belg zou niet in diens plannen passen. Alderweireld speelde in totaal 236 officiële wedstrijden voor de Spurs. Hij verliet na zes seizoenen zijn club uit Noord-London. Hij had nog een overeenkomst bij Tottenham tot medio 2023.
Hij slaagde er in zijn zes seizoenen bij Tottenham niet in een prijs te winnen, maar haalde in 2019 wel de finale van de UEFA Champions League. Die werd met 2-0 verloren van Liverpool. Vorig seizoen verloren Alderweireld en co ook de finale van de League Cup met 1-0 van Manchester City. In 2017 werd hij met de Spurs ook vicekampioen. Alderweireld is de laatste Belg die de Spurs verlaat. Enkele seizoenen geleden waren er met nog Nacer Chadli, Mousa Dembélé en Jan Vertonghen vier Rode Duivels aan de slag.

### Al-Duhail
In juli 2021 tekende Alderweireld een driejarig contract bij het Qatarese Al-Duhail, tevens de club van landgenoot Junior Edmilson. Ze betaalden om en bij de € 13.000.000,- voor de verdediger, een bedrag dat tot  €15.000.000,- kon oplopen in de toekomst. Dit was de op één na duurste transfer uit de geschiedenis van de Qatarese eerste klasse. Bij Tottenham Hotspur had hij geen toekomst meer. Tevens voelde hij dat het ritme van de Premier League te snel was voor zijn lichaam. Er was ook interesse uit Italië en Spanje. Royal Antwerp, de club van zijn thuisstad wierp eveneens een lijntje uit maar gezien zijn transferprijs en looneisen lag dit moeilijk.

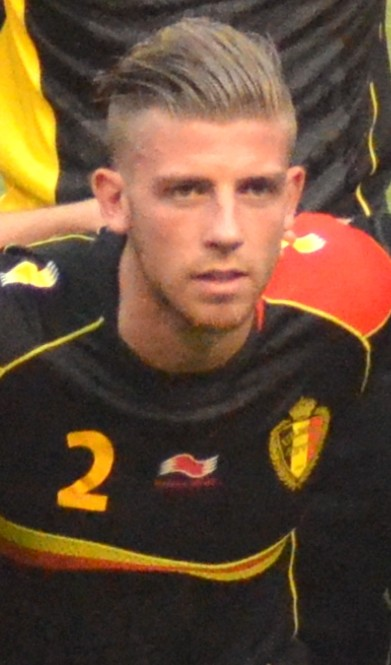
Alderweireld in 2013 tegen de VS

Alderweireld debuteerde tegen Al-Khor in de Qatarese Super League. De wedstrijd werd met ruime 1-4 cijfers gewonnen. Toby Alderweireld won met zijn club Al-Duhail de Emir of Qatar Cup. De ploeg van won met 1-5 van Al-Gharafa in de finale van de grootste Qatarese bekercompetitie. Een assist van Alderweireld leidde tot het eerste doelpunt. Het was de eerste trofee voor Alderweireld in Qatar.
Toby Alderweireld bereikte in april 2022 een mijlpaal: hij speelde zijn 500ste officiële wedstrijd in clubverband.
Al-Duhail eindigde tweede in de competitie op 15 punten van Al-Sadd. In één seizoen speelde Alderweireld 29 wedstrijden voor Al-Duhail. Hij was goed voor één doelpunt en twee assists. In 28 van de in totaal 32 wedstrijden stond hij in de basis.

### Royal Antwerp
In juli 2022 tekende Alderweireld een driejarig contract bij het ambitieuze Royal Antwerp dat € 4.000.000,- voor hem betaalde. Hij keerde na 18 jaar terug naar de Belgische voetbalvelden. Met Alderweireld erbij moet Antwerp terug te vinden zijn in de top van het klassement. Antwerp deed een enorme inspanning en maakte van de verdediger de best betaalde speler in de Jupiler Pro League. Hij speelt er met het rugnummer 23. Samen met Radja Nainggolan, die vorig seizoen terugkeerde naar Antwerpen, is Alderweireld de tweede (ex-)Rode Duivel én Beerschotproduct die zijn brood verdiende bij Antwerp.
Op 21 juli 2022 debuteerde Alderweireld in de voorronde van de UEFA Conference League tegen het Kosovaarse FC Drita. Antwerp bleef op 0-0 gelijkspel steken in het Bosuilstadion. Alderweireld was meteen aanvoerder. Op 24 juli debuteerde hij in de Belgische competitie tegen KV Mechelen. De wedstrijd werd gewonnen met 0-2. De 0-1 kwam er na een werkelijk fantastische lange bal van Alderweireld, voor hem ook meteen de eerste assist. Op 11 september scoort Alderweireld tegen Cercle zijn eerste doelpunt voor Antwerp. Antwerp won de wedstrijd met 0-2 en vestigde hiermee een clubrecord: ze behaalden 24 op 24 en dat was eerder nog nooit gebeurd. Eén speeldag later, tegen Seraing stond hij weer aan het kanon en droeg hij bij aan de 2-1 overwinning. In september wordt Alderweireld opgeroepen voor de Rode Duivels. Hiermee is hij de eerste Rode Duivel in 25 jaar die de kleuren van de 'Great Old' verdedigde sinds Rudi Smidts. Op 31 maart 2023 scoorde hij tegen degradatiekandidaat Zulte Waregem twee goals in één match wat nog nooit eerder gebeurd was in zijn carrière. Het hadden er ook drie kunnen zijn had de VAR er geen stokje voor gestoken. De twee goals waren goed voor een 0-2 overwinning.
Op zondag 4 juni 2023 schoot hij Antwerpen naar de landstitel met een treffer laat in blessuretijd.
Op 16 maart 2025 liep Alderweireld in een wedstrijd tegen Standard een spierscheur op in de quadriceps van de rechterdijbeen.

## Clubstatistieken
| Seizoen     | Club              | Land               | Competitie         | Competitie | Competitie | Competitie | Beker | Beker | Beker | Internationaal | Internationaal | Internationaal | Totaal | Totaal | Totaal |
| Seizoen     | Club              | Land               | Competitie         | Wed.       | Dlp.       | Ass.       | Wed.  | Dlp.  | Ass.  | Wed.           | Dlp.           | Ass.           | Wed.   | Dlp.   | Ass.   |
| ----------- | ----------------- | ------------------ | ------------------ | ---------- | ---------- | ---------- | ----- | ----- | ----- | -------------- | -------------- | -------------- | ------ | ------ | ------ |
| 2008/09     | Ajax              | Vlag van Nederland | Eredivisie         | 5          | 0          | 0          | 0     | 0     | 0     | 3              | 0              | 0              | 8      | 0      | 0      |
| 2009/10     | Ajax              | Vlag van Nederland | Eredivisie         | 31         | 2          | 2          | 6     | 1     | 1     | 8              | 0              | 0              | 45     | 3      | 3      |
| 2010/11     | Ajax              | Vlag van Nederland | Eredivisie         | 26         | 2          | 0          | 5     | 0     | 0     | 12             | 3              | 2              | 43     | 5      | 2      |
| 2011/12     | Ajax              | Vlag van Nederland | Eredivisie         | 29         | 1          | 4          | 4     | 1     | 1     | 7              | 1              | 0              | 40     | 3      | 5      |
| 2012/13     | Ajax              | Vlag van Nederland | Eredivisie         | 33         | 2          | 2          | 4     | 1     | 0     | 8              | 1              | 0              | 45     | 4      | 2      |
| 2013/14     | Ajax              | Vlag van Nederland | Eredivisie         | 4          | 0          | 0          | 1     | 0     | 0     | —              | —              | —              | 5      | 0      | 0      |
| Club Totaal | Club Totaal       | Club Totaal        | Club Totaal        | 128        | 7          | 8          | 20    | 3     | 2     | 38             | 5              | 2              | 186    | 15     | 12     |
| 2013/14     | Atlético Madrid   | Vlag van Spanje    | Primera División   | 12         | 1          | 0          | 6     | 1     | 0     | 4              | 0              | 0              | 22     | 2      | 0      |
| Club Totaal | Club Totaal       | Club Totaal        | Club Totaal        | 12         | 1          | 0          | 6     | 1     | 0     | 4              | 0              | 0              | 22     | 2      | 0      |
| 2014/15     | → Southampton     | Vlag van Engeland  | Premier League     | 26         | 1          | 0          | 2     | 0     | 0     | —              | —              | —              | 28     | 1      | 0      |
| Club Totaal | Club Totaal       | Club Totaal        | Club Totaal        | 26         | 1          | 0          | 2     | 0     | 0     | 0              | 0              | 0              | 28     | 1      | 0      |
| 2015/16     | Tottenham Hotspur | Vlag van Engeland  | Premier League     | 38         | 4          | 2          | 1     | 0     | 0     | 10             | 0              | 0              | 49     | 4      | 2      |
| 2016/17     | Tottenham Hotspur | Vlag van Engeland  | Premier League     | 30         | 1          | 0          | 4     | 0     | 0     | 5              | 1              | 0              | 39     | 2      | 0      |
| 2017/18     | Tottenham Hotspur | Vlag van Engeland  | Premier League     | 14         | 0          | 0          | 3     | 0     | 0     | 4              | 0              | 1              | 21     | 0      | 1      |
| 2018/19     | Tottenham Hotspur | Vlag van Engeland  | Premier League     | 34         | 0          | 0          | 4     | 0     | 0     | 12             | 0              | 0              | 50     | 0      | 0      |
| 2019/20     | Tottenham Hotspur | Vlag van Engeland  | Premier League     | 33         | 2          | 2          | 3     | 0     | 0     | 6              | 0              | 0              | 42     | 2      | 2      |
| 2020/21     | Tottenham Hotspur | Vlag van Engeland  | Premier League     | 25         | 1          | 0          | 5     | 0     | 0     | 5              | 0              | 0              | 35     | 1      | 0      |
| Club Totaal | Club Totaal       | Club Totaal        | Club Totaal        | 174        | 8          | 4          | 20    | 0     | 0     | 42             | 1              | 1              | 236    | 9      | 5      |
| 2021/22     | Al-Duhail         | Vlag van Qatar     | Qatar Stars League | 20         | 0          | 0          | 4     | 1     | 2     | 5              | 0              | 0              | 29     | 1      | 2      |
| Club Totaal | Club Totaal       | Club Totaal        | Club Totaal        | 20         | 0          | 0          | 4     | 1     | 2     | 5              | 0              | 0              | 29     | 1      | 2      |
| 2022/23     | Royal Antwerp     | Vlag van België    | Eerste klasse A    | 36         | 7          | 2          | 6     | 0     | 0     | 5              | 0              | 0              | 47     | 7      | 2      |
| 2023/24     | Royal Antwerp     | Vlag van België    | Eerste klasse A    | 39         | 3          | 4          | 7     | 1     | 0     | 7              | 0              | 0              | 53     | 4      | 4      |
| 2024/25     | Royal Antwerp     | Vlag van België    | Eerste klasse A    | 20         | 3          | 2          | 4     | 0     | 0     | —              | —              | —              | 24     | 3      | 2      |
| Club Totaal | Club Totaal       | Club Totaal        | Club Totaal        | 95         | 13         | 8          | 17    | 1     | 0     | 12             | 0              | 0              | 124    | 14     | 8      |
| TOTAAL      | TOTAAL            | TOTAAL             | TOTAAL             | 455        | 30         | 20         | 69    | 6     | 4     | 101            | 6              | 3              | 625    | 42     | 27     |

## Interlandcarrière

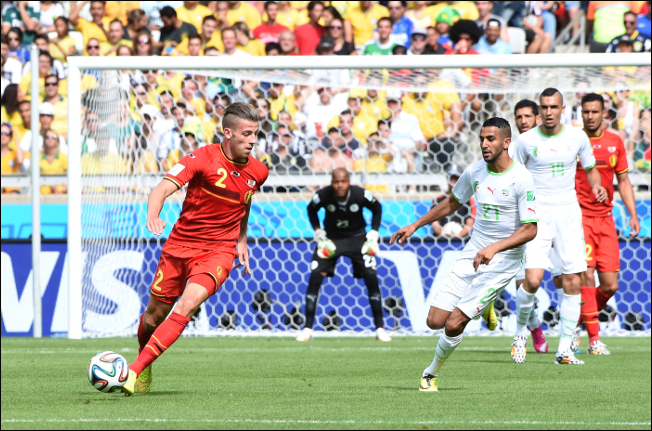
Alderweireld in actie op het WK 2014 tegen Algerije.

### België

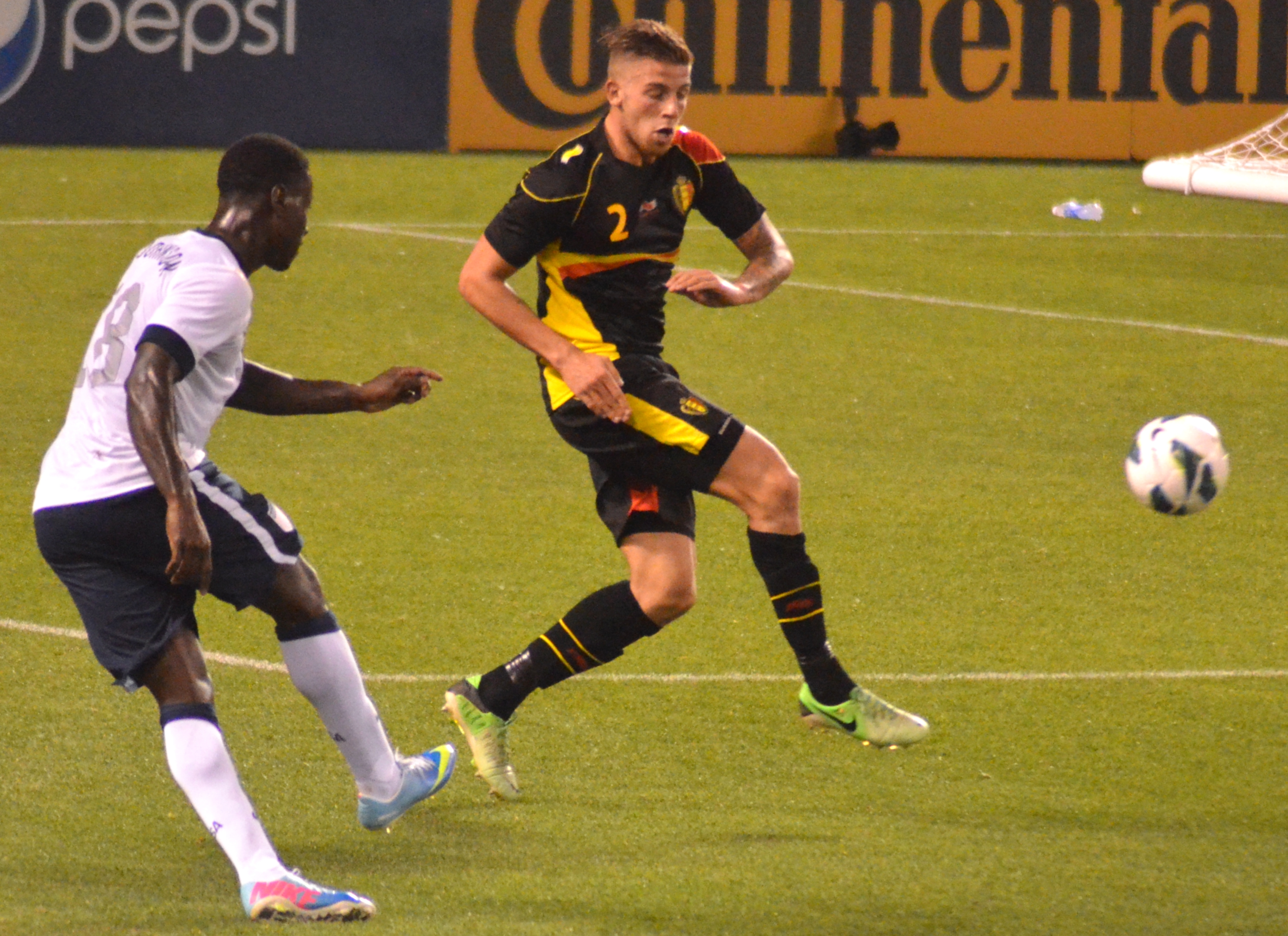
Alderweireld in het Belgische nationale elftal

In mei 2009 werd hij door de bondscoach Franky Vercauteren opgenomen in de selectie voor de Kirin Cup, een onbeduidend vriendschappelijk toernooi in Japan. Door de vele afzeggingen reisden de Rode Duivels af met een veredeld B-elftal. Onder meer Ritchie De Laet, Joachim Mununga, Ritchie Kitoko, Radja Nainggolan en Kevin Roelandts waren er voor het eerst bij. Alderweireld mocht meteen in de eerste wedstrijd op de Kirin Cup debuteren voor België. Hij startte in de basis tegen Chili naast Simons, Vermaelen en Pocognoli. De wedstrijd eindigde in 1-1. De tweede en tevens laatste wedstrijd van de Kirin Cup speelde Alderweireld mee tegen Japan. Deze verloor België met 4-0. Hij toonde zich direct secuur, al miste hij nog wat speelminuten want ook bij Ajax had hij toen nog geen basisrol. Later dat jaar werd dat anders, ondanks de stevige concurrentie, zowel bij de nationale ploeg, als bij Ajax.
Vanaf toen werd hij zowel door ex-coaches Dick Advocaat, Georges Leekens, Marc Wilmots en Roberto Martínez steevast opgeroepen. Hoewel Alderweireld van nature een centrale verdediger is, bekleedde hij bij de Rode Duivels meestal de rechterflank. Centraal achterin is de concurrentie groot met onder meer Vincent Kompany, Thomas Vermaelen, Daniel Van Buyten, Nicolas Lombaerts en Jan Vertonghen. In de beginperiode behoorden Kompany, Van Buyten en Vermaelen tot het vaste duo achterin en werden Alderweireld en Vertonghen op de flanken geplaatst. Alderweireld deed het goed en groeide uit tot basispion. In het begin van de kwalificatieronde voor het WK voetbal 2014 moest Alderweireld de concurrentie aangaan met Guillaume Gillet van RSC Anderlecht. Later werden Anthony Vanden Borre en Thomas Meunier concurrenten voor deze positie. Nadat Kompany vaker geblesseerd was en uiteindelijk afzwaaide als voetballer verhuisde hij naar zijn favoriete plaats, centraal in de verdediging.

#### WK 2014 Brazilië
Op 11 oktober 2013 kwalificeerde Alderweireld zich met België, door de 2-1 winst op Kroatië, voor het WK 2014 in Brazilië. De Rode Duivels mochten voor het eerst sinds lang naar een groot toernooi. Op 19 november 2013 scoorde hij, in zijn 31e interland, zijn eerste interlanddoelpunt voor de Rode Duivels in de thuiswedstrijd tegen Japan die met 3-2 werd verloren.
Op 13 mei 2014 maakte bondscoach Marc Wilmots bekend dat hij behoort tot de WK-selectie van de Rode Duivels. Dit werd voor hem het eerste WK. Op 17 juni 2014 maakte Alderweireld zijn debuut op een WK-eindronde in de openingswedstrijd tegen Algerije die met 2-1 werd gewonnen. In de tweede wedstrijd tegen Rusland (1-0 overwinning) stond hij opnieuw in de basis. In de laatste overbodige groepswedstrijd tegen Zuid-Korea (0-1 overwinning) kreeg Alderweireld rust en werd hij vervangen door Anthony Vanden Borre. België werd groepswinnaar met slechts één tegendoelpunt. In de achtste finale tegen de Verenigde Staten (2-1 overwinning) nam hij terug zijn vertrouwde rechtsback positie in. Alderweireld doet zijn duit in het zakje: een gemeten voorzet belandt op het hoofd van Divock Origi, maar zijn kopbal eindigt op de dwarsligger. Hij behaalde met België uiteindelijk de kwartfinale waarin Argentinië van Lionel Messi met 1-0 te sterk was voor de Rode Duivels. Alderweireld speelde vier van de vijf wedstrijden en doet dat erg solide. Hij is op dat moment niet de leider die hij de voorbije jaren was, maar deed zijn job naar behoren.

#### EK 2016 Frankrijk
België wist zich als nummer één in haar groep te kwalificeren voor het Europees kampioenschap voetbal 2016 in Frankrijk. De Rode Duivels hielden Wales met twee punten achter zich. Alderweireld speelde iedere wedstrijd mee in deze kwalificatiereeks, voornamelijk als rechtsachter. In mei 2016 werd hij door Marc Wilmots opgenomen in de selectie voor het EK.
De Rode Duivels waren op het EK ingedeeld in een groep met Italië, Ierland en Zweden. Door de afwezigheid van Kompany koos Wilmots voor Alderweireld in het centrum van de verdediging samen met Vermaelen. De eerste wedstrijd op het EK wankelt de defensie er werd er met 2-0 verloren van Italië. België won vervolgens wel met 3-0 van Ierland en met 1-0 van Zweden waardoor het als nummer twee in de groep doorging naar de knock-out fase. Hierin werden de Rode Duivels gekoppeld aan Hongarije. België won deze wedstrijd van Hongarije overtuigend met 4-0. Alderweireld opende na tien minuten spelen de score door een voorzet van Kevin De Bruyne genadeloos binnen te koppen.  Het was zijn tweede en belangrijkste goal in zijn interlandcarrière. In de kwartfinale tegen Wales, een op papier haalbare kaart, kon Wilmots geen beroep doen op Vermaelen (schorsing) en Vertonghen (blessure). Hierdoor vormde Alderweireld in een vertimmerde defensie het centrale duo met Jason Denayer. Jordan Lukaku speelde als linksback. België kwam in deze wedstrijd op een 1-0 voorsprong dankzij een doelpunt van Radja Nainggolan, maar verloor de wedstrijd uiteindelijk verrassend met 3-1, wat de uitschakeling betekende.

#### WK 2018 Rusland
Op speeldag 2 van de kwalificatiecampagne voor het WK 2018 maakte Alderweireld de 3-0 tegen Bosnië-Herzegovina. Na een uur spelen tikte hij met de hak een corner van Dries Mertens binnen. Verder verloor België enkel punten tegen Griekenland en kon het met 28 op 30 naar Rusland.
In juni 2018 maakte Martinez zijn selectie voor het WK 2018 bekend in Rusland. Alderweireld behoorde als vanzelfsprekend bij de selectie. In de groepsfase van het WK wonnen de Rode Duivels van Panama (3-0), Tunesië (5-2) en Engeland (0-1). In de wedstrijd tegen Tunesië gaf Alderweireld met een lange bal (een typische Alderweireld-pass) de assist voor de 4-1 van Eden Hazard. In de volgende ronde werd Japan met 3-2 opgerold na een opmerkelijke comeback. Brazilië wachtte in de kwartfinale, die België won met 1-2 om voor het eerst sinds 1986 de halve finales te bereiken. Hierin was Frankrijk met 1-0 te sterk, Alderweireld schoot tekort om te voorkomen dat Samuel Umtiti de enige goal van de wedstrijd kon binnenkoppen. In de troostfinale was Engeland opnieuw de tegenstander. Thomas Meunier opende al snel de score en in de tweede helft bleek Alderweireld van cruciaal belang door een bal van Eric Dier van de doellijn te halen met een sliding. Zonder Alderweireld stond het ongetwijfeld 1-1, wat een keerpunt zou kunnen geweest zijn in die wedstrijd. Uiteindelijk werd het 2-0 en behaalde België een historische derde plaats op het WK. Alderweireld speelde een dijk van een toernooi en hield zijn team meerdere malen recht.

#### EK 2020
Op 17 mei 2021 werd Alderweireld door Roberto Martínez geselecteerd voor het EK 2020. Zowel in de eerste groepswedstrijd tegen Rusland (3-0 overwinning) en in de tweede groepswedstrijd tegen Denemarken (1-2 overwinning) kreeg hij een basisplaats. De derde groepswedstrijd tegen Finland kreeg Alderweireld rust. In de volgende ronde werd Portugal met 1-0 opgerold. In de kwartfinale ging België met 1-2 ten onder tegen de latere winnaar Italië. Alderweireld stond in deze twee wedstrijden telkens negentig minuten op het veld.

#### WK 2022 Qatar
Op 10 november 2022 hakte Martinez de knoop voor de definitieve selectie voor WK 2022 in Qatar door. Alderweireld maakte hiervan zoals verwacht deel uit. In de drie groepswedstrijden tegen Canada (1-0 overwinning), Marokko (0-2 verlies) en Kroatië (0-0) stond Alderweireld in de basis. Tegen Canada stuurde Alderweireld met zijn kenmerkende splijtpass Michy Batshuayi diep waarop deze scoorde. Meteen na het doelpunt kreeg hij het wel aan de stok met Kevin De Bruyne. Nog een teken aan de wand dat het uiteindelijk het hele toernooi nooit goed zou zitten bij de Rode Duivels. België eindigde derde in zijn groep en was uitgeschakeld. In geen enkele van de drie wedstrijden spelen de Rode Duivels op niveau.

#### Einde interlandcarrière
Alderweireld kondigde op 6 maart 2023 verrassend aan dat hij stopte als international om meer tijd te kunnen spenderen aan zijn jong gezin en omdat de constante druk van een profcarrière hem paniekaanvallen bezorgden. Kapitein Eden Hazard zwaaide enkele maanden eerder al af na het teleurstellende WK in Qatar. Alderweireld speelde in net geen veertien jaar 127 interlands waarin hij goed was voor vijf doelpunten. De nieuwe bondscoach Domenico Tedesco rekende nog op de ervaren Alderweireld als "één van zijn zeven aanvoerders". Alderweireld behoorde tot de beste generatie Rode Duivels ooit, de "Gouden Generatie".

## Interlands
| Interlands van Toby Alderweireld voor België | Interlands van Toby Alderweireld voor België | Interlands van Toby Alderweireld voor België | Interlands van Toby Alderweireld voor België | Interlands van Toby Alderweireld voor België | Interlands van Toby Alderweireld voor België |
| №                                            | Datum                                        | Wedstrijd                                    | Uitslag                                      | Soort wedstrijd                              | Doelpunten                                   |
| Als speler bij Ajax                          | Als speler bij Ajax                          | Als speler bij Ajax                          | Als speler bij Ajax                          | Als speler bij Ajax                          | Als speler bij Ajax                          |
| -------------------------------------------- | -------------------------------------------- | -------------------------------------------- | -------------------------------------------- | -------------------------------------------- | -------------------------------------------- |
| 1.                                           | 29 mei 2009                                  | Chili – België                               | 1 – 1                                        | Kirin Cup 2009                               | -                                            |
| 2.                                           | 31 mei 2009                                  | Japan – België                               | 4 – 0                                        | Kirin Cup 2009                               | -                                            |
| 3.                                           | 12 augustus 2009                             | Tsjechië – België                            | 3 – 1                                        | Vriendschappelijk                            | -                                            |
| 4.                                           | 14 oktober 2009                              | Estland – België                             | 2 – 0                                        | Kwalificatie WK 2010                         | -                                            |
| 5.                                           | 3 maart 2010                                 | België – Kroatië                             | 0 – 1                                        | Vriendschappelijk                            | -                                            |
| 6.                                           | 19 mei 2010                                  | België – Bulgarije                           | 2 – 1                                        | Vriendschappelijk                            | -                                            |
| 7.                                           | 3 september 2010                             | België – Duitsland                           | 0 – 1                                        | Kwalificatie EK 2012                         | -                                            |
| 8.                                           | 7 september 2010                             | Turkije – België                             | 3 – 2                                        | Kwalificatie EK 2012                         | -                                            |
| 9.                                           | 8 oktober 2010                               | Kazachstan – België                          | 0 – 2                                        | Kwalificatie EK 2012                         | -                                            |
| 10.                                          | 12 oktober 2010                              | België – Oostenrijk                          | 4 – 4                                        | Kwalificatie EK 2012                         | -                                            |
| 11.                                          | 3 juni 2011                                  | België – Turkije                             | 1 – 1                                        | Kwalificatie EK 2012                         | -                                            |
| 12.                                          | 10 augustus 2011                             | Slovenië – België                            | 0 – 0                                        | Vriendschappelijk                            | -                                            |
| 13.                                          | 2 september 2011                             | Azerbeidzjan – België                        | 1 – 1                                        | Kwalificatie EK 2012                         | -                                            |
| 14.                                          | 6 september 2011                             | België – Verenigde Staten                    | 1 – 0                                        | Vriendschappelijk                            | -                                            |
| 15.                                          | 15 november 2011                             | Frankrijk – België                           | 0 – 0                                        | Vriendschappelijk                            | -                                            |
| 16.                                          | 29 februari 2012                             | Griekenland – België                         | 1 – 1                                        | Vriendschappelijk                            | -                                            |
| 17.                                          | 25 mei 2012                                  | België – Montenegro                          | 2 – 2                                        | Vriendschappelijk                            | -                                            |
| 18.                                          | 15 augustus 2012                             | België – Nederland                           | 4 – 2                                        | Vriendschappelijk                            | -                                            |
| 19.                                          | 12 oktober 2012                              | Servië – België                              | 0 – 3                                        | Kwalificatie WK 2014                         | -                                            |
| 20.                                          | 16 oktober 2012                              | België – Schotland                           | 2 – 0                                        | Kwalificatie WK 2014                         | -                                            |
| 21.                                          | 6 februari 2013                              | België – Slowakije                           | 2 – 1                                        | Vriendschappelijk                            | -                                            |
| 22.                                          | 22 maart 2013                                | Macedonië – België                           | 0 – 2                                        | Kwalificatie WK 2014                         | -                                            |
| 23.                                          | 16 oktober 2012                              | België – Macedonië                           | 1 – 0                                        | Kwalificatie WK 2014                         | -                                            |
| 24.                                          | 30 mei 2013                                  | Verenigde Staten – België                    | 2 – 4                                        | Vriendschappelijk                            | -                                            |
| 25.                                          | 7 juni 2013                                  | België – Servië                              | 2 – 1                                        | Kwalificatie WK 2014                         | -                                            |
| 26.                                          | 14 augustus 2013                             | België – Frankrijk                           | 0 – 0                                        | Vriendschappelijk                            | -                                            |
| Als speler bij Atlético Madrid               |                                              |                                              |                                              |                                              |                                              |
| 27.                                          | 6 september 2013                             | Schotland – België                           | 0 – 2                                        | Kwalificatie WK 2014                         | -                                            |
| 28.                                          | 11 oktober 2013                              | Kroatië – België                             | 1 – 2                                        | Kwalificatie WK 2014                         | -                                            |
| 29.                                          | 15 oktober 2013                              | België – Wales                               | 1 – 1                                        | Kwalificatie WK 2014                         | -                                            |
| 30.                                          | 14 november 2013                             | België – Colombia                            | 0 – 2                                        | Vriendschappelijk                            | -                                            |
| 31.                                          | 19 november 2013                             | België – Japan                               | 2 – 3                                        | Vriendschappelijk                            | 79'                                          |
| 32.                                          | 5 maart 2014                                 | België – Ivoorkust                           | 2 – 2                                        | Vriendschappelijk                            | -                                            |
| 33.                                          | 26 mei 2014                                  | België – Luxemburg                           | 5 – 1                                        | Vriendschappelijk                            | -                                            |
| 34.                                          | 1 juni 2014                                  | Zweden – België                              | 0 – 2                                        | Vriendschappelijk                            | -                                            |
| 35.                                          | 7 juni 2014                                  | België – Tunesië                             | 1 – 0                                        | Vriendschappelijk                            | -                                            |
| 36.                                          | 17 juni 2014                                 | België – Algerije                            | 2 – 1                                        | WK 2014 groepsfase                           | -                                            |
| 37.                                          | 22 juni 2014                                 | België – Rusland                             | 1 – 0                                        | WK 2014 groepsfase                           | -                                            |
| 38.                                          | 1 juli 2014                                  | België – Verenigde Staten                    | 2 – 1                                        | WK 2014 Achtste Finale                       | -                                            |
| 39.                                          | 5 juli 2014                                  | Argentinië – België                          | 1 – 0                                        | WK 2014 Kwartfinale                          | -                                            |
| Als speler bij Southampton                   |                                              |                                              |                                              |                                              |                                              |
| 40.                                          | 4 september 2014                             | België – Australië                           | 2 – 0                                        | Vriendschappelijk                            | -                                            |
| 41.                                          | 10 oktober 2014                              | België – Andorra                             | 6 – 0                                        | Kwalificatie EK 2016                         | -                                            |
| 42.                                          | 13 oktober 2014                              | Bosnië en Herzegovina – België               | 1 – 1                                        | Kwalificatie EK 2016                         | -                                            |
| 43.                                          | 12 november 2014                             | België – IJsland                             | 3 – 1                                        | Vriendschappelijk                            | -                                            |
| 44.                                          | 16 november 2014                             | België – Wales                               | 0 – 0                                        | Kwalificatie EK 2016                         | -                                            |
| 45.                                          | 28 maart 2015                                | België – Cyprus                              | 5 – 0                                        | Kwalificatie EK 2016                         | -                                            |
| 46.                                          | 31 maart 2015                                | Israël – België                              | 0 – 1                                        | Kwalificatie EK 2016                         | -                                            |
| 47.                                          | 7 juni 2015                                  | Frankrijk – België                           | 3 – 4                                        | Vriendschappelijk                            | -                                            |
| 48.                                          | 12 juni 2015                                 | Wales – België                               | 1 – 0                                        | Kwalificatie EK 2016                         | -                                            |
| Als speler bij Tottenham Hotspur             |                                              |                                              |                                              |                                              |                                              |
| 49.                                          | 3 september 2015                             | België – Bosnië en Herzegovina               | 3 – 1                                        | Kwalificatie EK 2016                         | -                                            |
| 50.                                          | 6 september 2015                             | Tsjechië – België                            | 0 – 1                                        | Kwalificatie EK 2016                         | -                                            |
| 51.                                          | 10 oktober 2015                              | Andorra – België                             | 1 – 4                                        | Kwalificatie EK 2016                         | -                                            |
| 52.                                          | 13 oktober 2015                              | België – Israël                              | 3 – 1                                        | Kwalificatie EK 2016                         | -                                            |
| 53.                                          | 13 november 2015                             | België – Italië                              | 3 – 1                                        | Vriendschappelijk                            | -                                            |
| 54.                                          | 28 mei 2016                                  | Zwitserland – België                         | 1 – 2                                        | Vriendschappelijk                            | -                                            |
| 55.                                          | 1 juni 2016                                  | België – Finland                             | 1 – 1                                        | Vriendschappelijk                            | -                                            |
| 56.                                          | 5 juni 2016                                  | België – Noorwegen                           | 3 – 2                                        | Vriendschappelijk                            | -                                            |
| 57.                                          | 13 juni 2016                                 | België – Italië                              | 0 – 2                                        | EK 2016 groepsfase                           | -                                            |
| 58.                                          | 18 juni 2016                                 | België – Ierland                             | 3 – 0                                        | EK 2016 groepsfase                           | -                                            |
| 59.                                          | 22 juni 2016                                 | Zweden – België                              | 0 – 1                                        | EK 2016 groepsfase                           | -                                            |
| 60.                                          | 26 juni 2016                                 | Hongarije – België                           | 0 – 4                                        | 1/16 finales EK 2016                         | 10'                                          |
| 61.                                          | 1 juli 2016                                  | Wales – België                               | 3 – 1                                        | Kwartfinale EK 2016                          | -                                            |
| 62.                                          | 1 september 2016                             | België – Spanje                              | 0 – 2                                        | Vriendschappelijk                            | -                                            |
| 63.                                          | 6 september 2016                             | Cyprus - België                              | 0 – 3                                        | Kwalificatie WK 2018                         | -                                            |
| 64.                                          | 7 oktober 2016                               | België – Bosnië en Herzegovina               | 4 – 0                                        | Kwalificatie WK 2018                         | 60'                                          |
| 65.                                          | 10 oktober 2016                              | Gibraltar – België                           | 0 – 6                                        | Kwalificatie WK 2018                         | -                                            |
| 66.                                          | 25 maart 2017                                | België – Griekenland                         | 1 – 1                                        | Kwalificatie WK 2018                         | -                                            |
| 67.                                          | 28 maart 2017                                | Rusland – België                             | 3 – 3                                        | Vriendschappelijk                            | -                                            |
| 68.                                          | 5 juni 2017                                  | België – Tsjechië                            | 2 – 1                                        | Vriendschappelijk                            | -                                            |
| 69.                                          | 9 juni 2017                                  | Estland – België                             | 0 – 2                                        | Kwalificatie WK 2018                         | -                                            |
| 70.                                          | 31 augustus 2017                             | België – Gibraltar                           | 9 – 0                                        | Kwalificatie WK 2018                         | -                                            |
| 71.                                          | 3 september 2017                             | Griekenland – België                         | 1 – 2                                        | Kwalificatie WK 2018                         | -                                            |
| 72.                                          | 7 oktober 2017                               | Bosnië en Herzegovina – België               | 3 – 4                                        | Kwalificatie WK 2018                         | -                                            |
| 73.                                          | 10 oktober 2017                              | België – Cyprus                              | 4 – 0                                        | Kwalificatie WK 2018                         | -                                            |
| 74.                                          | 27 maart 2017                                | België – Saoedi-Arabië                       | 4 – 0                                        | Vriendschappelijk                            | -                                            |
| 75.                                          | 2 juni 2017                                  | België – Portugal                            | 0 – 0                                        | Vriendschappelijk                            | -                                            |
| 76.                                          | 6 juni 2017                                  | België – Egypte                              | 3 – 0                                        | Vriendschappelijk                            | -                                            |
| 77.                                          | 11 juni 2017                                 | België – Costa Rica                          | 4 – 1                                        | Vriendschappelijk                            | -                                            |
| 78.                                          | 18 juni 2018                                 | België – Panama                              | 3 – 0                                        | WK 2018 groepsfase                           | -                                            |
| 79.                                          | 23 juni 2018                                 | België – Tunesië                             | 5 – 2                                        | WK 2018 groepsfase                           | -                                            |
| 80.                                          | 2 juli 2018                                  | België – Japan                               | 3 – 2                                        | WK 2018 achtste finale                       | -                                            |
| 81.                                          | 6 juli 2018                                  | Brazilië – België                            | '1 – 2                                       | WK 2018 kwartfinale                          | -                                            |
| 82.                                          | 10 juni 2018                                 | Frankrijk – België                           | 1 – 0                                        | WK 2018 halve finale                         | -                                            |
| 83.                                          | 14 juni 2018                                 | België – Engeland                            | 2 – 0                                        | WK 2018 troostfinale                         | -                                            |
| 84.                                          | 11 september 2018                            | IJsland – België                             | 0 – 3                                        | UEFA Nations League 2018/19                  | -                                            |
| 85.                                          | 12 oktober 2018                              | België – Zwitserland                         | 2 – 1                                        | UEFA Nations League 2018/19                  | -                                            |
| 86.                                          | 7 september 2018                             | België – Nederland                           | 1 – 1                                        | Vriendschappelijk                            | -                                            |
| 87.                                          | 15 november 2018                             | België – IJsland                             | 2 – 0                                        | UEFA Nations League 2018/19                  | -                                            |
| 88.                                          | 12 oktober 2018                              | België – Zwitserland                         | 2 – 1                                        | UEFA Nations League 2018/19                  | -                                            |
| 89.                                          | 21 maart 2019                                | België – Rusland                             | 3 – 1                                        | EK Kwalificatie 2020                         | -                                            |
| 90.                                          | 24 maart 2019                                | Cyprus – België                              | 0 – 2                                        | EK Kwalificatie 2020                         | -                                            |
| 91.                                          | 8 juni 2019                                  | België – Kazachstan                          | 3 – 0                                        | EK Kwalificatie 2020                         | -                                            |
| 92.                                          | 11 juni 2019                                 | België – Schotland                           | 3 – 0                                        | EK Kwalificatie 2020                         | -                                            |
| 93.                                          | 6 september 2019                             | San Marino – België                          | 0 – 4                                        | EK Kwalificatie 2020                         | -                                            |
| 94.                                          | 9 september 2019                             | Schotland – België                           | 0 – 4                                        | EK Kwalificatie 2020                         | 32'                                          |
| 95.                                          | 10 oktober 2019                              | België – San Marino                          | 9 – 0                                        | EK Kwalificatie 2020                         | 43'                                          |
| 96.                                          | 13 oktober 2019                              | Kazachstan – België                          | 0 – 2                                        | EK Kwalificatie 2020                         | -                                            |
| 97.                                          | 16 november 2019                             | Rusland – België                             | 1 – 4                                        | EK Kwalificatie 2020                         | -                                            |
| 98.                                          | 19 november 2019                             | België – Cyprus                              | 6 – 1                                        | EK Kwalificatie 2020                         | -                                            |
| 99.                                          | 5 september 2020                             | Denemarken – België                          | 0 – 2                                        | UEFA Nations League 2020/21                  | -                                            |
| 100.                                         | 8 september 2020                             | België – IJsland                             | 5 – 1                                        | UEFA Nations League 2020/21                  | -                                            |
| 101.                                         | 11 oktober 2020                              | Engeland – België                            | 2 – 1                                        | UEFA Nations League 2020/21                  | -                                            |
| 102.                                         | 14 oktober 2020                              | IJsland – België                             | 1 – 2                                        | UEFA Nations League 2020/21                  | -                                            |
| 103.                                         | 15 november 2020                             | België – Engeland                            | 2 – 0                                        | UEFA Nations League 2020/21                  | –                                            |
| 104.                                         | 18 november 2020                             | België – Denemarken                          | 4 – 2                                        | UEFA Nations League 2020/21                  | –                                            |
| 105.                                         | 24 maart 2021                                | België – Wales                               | 3 – 1                                        | Kwalificatie WK 2022                         | -                                            |
| 106.                                         | 27 maart 2021                                | Tsjechië – België                            | 1 – 1                                        | Kwalificatie WK 2022                         | -                                            |
| 107.                                         | 30 maart 2021                                | België – Wit-Rusland                         | 8 – 0                                        | Kwalificatie WK 2022                         | -                                            |
| 108.                                         | 3 juni 2021                                  | België – Griekenland                         | 1 – 1                                        | Vriendschappelijk                            | -                                            |
| 109.                                         | 6 juni 2021                                  | België – Kroatië                             | 1 – 0                                        | Vriendschappelijk                            | -                                            |
| 110.                                         | 12 juni 2021                                 | België - Rusland                             | 3 – 0                                        | EK 2020 groepsfase                           | -                                            |
| 111.                                         | 17 juni 2021                                 | Denemarken - België                          | 1 – 2                                        | EK 2020 groepsfase                           | -                                            |
| 112.                                         | 27 juni 2021                                 | België - Portugal                            | 1 – 0                                        | EK 2020 achtste finale                       | -                                            |
| 113.                                         | 2 juli 2021                                  | België - Italië                              | 1 – 2                                        | EK 2020 kwartfinale                          | -                                            |
| Als speler bij Al-Duhail SC                  |                                              |                                              |                                              |                                              |                                              |
| 114.                                         | 2 september 2021                             | Estland - België                             | 2 – 5                                        | Kwalificatie WK 2022                         | -                                            |
| 115.                                         | 5 september 2021                             | België − Tsjechië                            | 3 – 0                                        | Kwalificatie WK 2022                         | -                                            |
| 116.                                         | 8 september 2021                             | Wit-Rusland − België                         | 0 – 1                                        | Kwalificatie WK 2022                         | -                                            |
| 117.                                         | 7 oktober 2021                               | België – Frankrijk                           | 2 – 3                                        | UEFA Nations League 2020/21 halve finale     | -                                            |
| 118.                                         | 10 oktober 2021                              | Italië – België                              | 2 – 1                                        | UEFA Nations League 2020/21 troostfinale     | -                                            |
| 119.                                         | 3 juni 2022                                  | België – Nederland                           | 1 – 4                                        | UEFA Nations League 2022/23                  | -                                            |
| 120.                                         | 8 juni 2022                                  | België – Polen                               | 6 – 1                                        | UEFA Nations League 2022/23                  | -                                            |
| 121.                                         | 14 juni 2022                                 | Polen – België                               | 0 – 1                                        | UEFA Nations League 2022/23                  | -                                            |
| Als speler bij Royal Antwerp                 |                                              |                                              |                                              |                                              |                                              |
| 122.                                         | 22 september 2022                            | België – Wales                               | 2 – 1                                        | UEFA Nations League 2022/23                  | -                                            |
| 123.                                         | 25 september 2022                            | Nederland – België                           | 1 – 0                                        | UEFA Nations League 2022/23                  | -                                            |
| 124.                                         | 18 november 2022                             | België – Egypte                              | 1 – 2                                        | Vriendschappelijk                            | -                                            |
| 125.                                         | 23 november 2022                             | België – Canada                              | 1 – 0                                        | WK 2022 groepsfase                           | -                                            |
| 126.                                         | 27 november 2022                             | België – Marokko                             | 0 – 2                                        | WK 2022 groepsfase                           | -                                            |
| 127.                                         | 1 december 2022                              | Kroatië – België                             | 0 – 0                                        | WK 2022 groepsfase                           | -                                            |
| Totaal                                       | Totaal                                       | Totaal                                       | Totaal                                       | Totaal                                       | 5                                            |
| Bijgewerkt t/m 1 december 2022.              |                                              |                                              |                                              |                                              |                                              |

## Erelijst
| Competitie           | Aantal | Jaren                     |
| Ajax                 | Ajax   | Ajax                      |
| -------------------- | ------ | ------------------------- |
| Eredivisie           | 3x     | 2010/11, 2011/12, 2012/13 |
| KNVB beker           | 1x     | 2009/10                   |
| Johan Cruijff Schaal | 1x     | 2013                      |
| Atlético Madrid      |        |                           |
| Primera División     | 1x     | 2013/14                   |
| Al-Duhail            |        |                           |
| Emir of Qatar Cup    | 1x     | 2022                      |
| Royal Antwerp        |        |                           |
| Eerste klasse A      | 1x     | 2022/23                   |
| Beker van België     | 1x     | 2022/23                   |
| Belgische Supercup   | 1x     | 2023                      |

### Individueel
| Prijs                                       | Aantal | Jaren     |
| ------------------------------------------- | ------ | --------- |
| Nederland                                   |        |           |
| Ajax – Talent van het Jaar                  | 1x     | 2010      |
| Ajax – Club van Honderd                     | 186W   | 2008–2013 |
| Engeland                                    |        |           |
| PFA – Team of the Year                      | 1x     | 2015/16   |
| Tottenham Hotspur – Speler van het Jaar     | 1x     | 2015/16   |
| België                                      |        |           |
| Gouden Schoen                               | 1x     | 2023      |
| UEFA                                        |        |           |
| UEFA Europa League – Elftal van het Seizoen | 1x     | 2015/16   |

## Trivia
- In een interview met het tijdschrift Dag Allemaal verklaarde de moeder van Alderweireld dat de naam van haar zoon 'Toby' is. Hiermee maakte ze een einde aan de discussie of zijn naam een afkorting van 'Tobias' is.[50]
- Alderweireld en zijn vrouw waren van 2013 tot 2015 slachtoffers van een hacker. Die had ingebroken in hun e-mailadressen en viel hen lastig met valse, lasterlijke Facebookaccounts. De hacker uitte ook doodsbedreigingen aan de voetballer, vermoedelijk om hem af te persen.[51]
- In het najaar van 2023 nam hij deel aan De Slimste Mens ter Wereld, in zijn tweede aflevering verloor hij de finale tegen Fien Germijns.